# Watseka, Illinois
Watseka este un oraș și sediul comitatului Iroquois, statul Illinois, Statele Unite.GR6 Se găsește la aproximativ 24 de km (sau 15 mile) vest de granița dintre statele Illinois și Indiana, pe șoseaua națională U.S. Route 24.  Conform recensământului din anul 2000, populația orașului era de 5,670 de locuitori. Jumătatea sa sudică se găsește în Belmont Township, iar partea sa nordică în Middleport Township.
Încorporat ca localitate în 1865, orașul Waseka a fost numit după o femeie nativ-americană a tribului Potawatomi, Watseka, numele fiind uneori ortografiat Watchekee.

## Geografie
Conform datelor culese și furnizate de United States Census Bureau, orașul are o suprafață totală de 6,76 km2 (sau 2.6 mi2), în întregime uscat. GR1